# الهولوكوست في صربيا
كان الهولوكوست في صربيا الإبادة الجماعية النازية ضد اليهود والغجر إبّان الحرب العالمية الثانية في إقليم القائد العسكري في صربيا وقد نالت دعمًا من قبل حكومة الدمية التي قادها المتواطئ مع النظام النازي ميلان نيديتش. تشتمل صربيا اليوم على مناطق خارج إقليم القائد العسكري في صربيا منذ عام 1941 حتى عام 1945: بصورة خاصة المقاطعة الصربية الشمالية فويفودينا التي كانت تتألف آنذاك من مناطق الديلفيديك المجرية بمدينتها الرئيسية نوفي ساد وإقليم بانات الصربي. ومنطقة سريم الصربية (سيرميا).
كان الجاني الرئيسي في جرائم قوات الفيرماخت الألمانية النازية التي كانت متمركزة في صربيا المحكومة من قبل نيديتش، ونفّذ الفيرماخت عملياتٍ بمساعدة حركة ديميتري ليوتيتش القومية الفاشية الصربية ونظام كفيشلينغ الصربي التابع لميلان نيديتش اللذين امتلكا سيطرةً مشتركة على معسكر بانجيكا للاعتقال في بلغراد.

## الخلفية

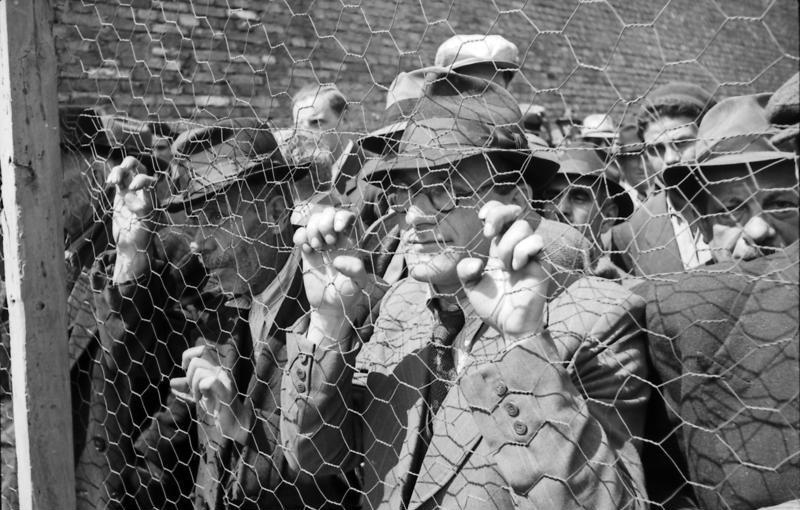
مدنيين يهود معتقلين لدى قوات الاحتلال الألماني قبل قتلهم في بلغراد عام 1941.

صرّح وزير الخارجية اليوغسلافي أنتون كوروسيتش، الذي كان كاهنًا رومانيًا كاثوليكيًا وقائد السلوفينيين المحافظين، في سبتمبر من عام 1938 أنه «لا وجود للمسألة اليهودية في يوغسلافيا .. واللاجئون اليهود من ألمانيا النازية غير مرحب بهم هنا». في ديسمبر من عام 1938 طُرد من الحكومة العضو اليهودي الوحيد فيها الحاخام إسحاق ألكالاي.
في 25 مارس 1941، وقّع بول أمير يوغسلافيا على الاتفاق الثلاثي، جاعلًا من مملكة يوغوسلافيا حليفةً لدول المحور. لم يحظى الاتفاق بشعبية على الإطلاق، تحديدًا في صربيا والجبل الأسود، واندلعت المظاهرات. في 27 مارس، أطاح ضباط الجيش الصربي بالأمير بول. سحبت الحكومة الجديدة دعمها لدول المحور، إلا أنها لم تتنصل من الاتفاق الثلاثي. ومع ذلك، غزت قوى المحور بقيادة ألمانيا النازية يوغسلافيا في أبريل عام 1941.
أقام المحتلون الألمان في وسط صربيا إقليم القائد العسكري في صربيا (بالألمانية: Gebiet des Militärbefehlshabers in Serbien)، المنطقة الوحيدة من صربيا المقسَّمة التي كانت تحت حكم مباشر لحكومة عسكرية ألمانية، مع إدارة يومية للأراضي التي يسيطر عليها الرئيس الألماني للإدارة العسكرية. عيّن القائد العسكري الألماني في صربيا حكومة دمية مدنية صربية لتنفيذ مهام إدارية وفقًا للتوجيهات والإشراف الألماني. وُضعت الشرطة والجيش التابعة للحكومة الدمية تحت تصرف القادة الألمان.
في يوليو 1941، تفجرت انتفاضة كبرى في صربيا ضد المحتلين الألمان، اشتملت على تأسيس جمهورية أوزيتشي، الإقليم المحرَّر الأول في أوروبا في الحرب العالمية الثانية. للمساعدة في قمع التمرد، أقام المحتلون الألمان في أغسطس 1941 حكومة ميلان نيديتش الدمية، التي كُلّفت أيضًا بمسؤولية العديد من النشاطات المتعلقة بالهولوكوست، بما في ذلك تسجيل اليهود واعتقالهم والسيطرة المشتركة على معسكر اعتقال بانجيكا في بلغراد.

## الهولوكوست
في 13 أبريل من عام 1941، قبل الاستسلام الرسمي للجيش اليوغسلافي الملكي، أمَر فيلهيلم فوكس –قائد آينساتزغروبين المتمركزة في بيلغراد- بتسجيل يهود المدينة. نصت  أوامره على إعدام جميع من لم يسجَّلوا. بعد ذلك بفترة قصيرة، أصدر القائد الميداني فون كايسنبيرغ مرسومًا يقضي بالحد من حرية تنقلهم. في 29 أبريل 1941، أصدر هارالد تيرنر -قائد الإدارة العسكرية الألمانية في صربيا- أمرًا بتسجيل جميع اليهود والغجر في كافة أنحاء صربيا المحتلة من قبل ألمانيا. نصَّ الأمر على ارتداء شرائط صفراء وأدخل العمل القسري وحظر التجول وحدَّ من الوصول إلى المواد الغذائية وغيرها من الأحكام وحظَر استخدام وسائل النقل العام.
في 30 مايو، أصدر القائد العسكري الألماني في صربيا، هيلموث فورستر، القوانين العرقية الرئيسية، القوانين المتعلقة باليهود والغجر، التي حددت من يُعدّ يهوديًا أو غجريًا. استبعد القانون اليهود والغجر من الحياة العامة والاقتصادية واستُوليَ على ممتلكاتهم وأُرغموا على التسجيل في قوائم خاصة وعلى العمل القسري.